# Cetingrad
Cetingrad  è un comune della Croazia di 2 746 abitanti della regione di Karlovac.

## Storia
Cetingrad venne costruita nelle vicinanze delle rovine della fortezza medievale di Cetin. Il Medio Evo fu l'epoca d'oro di Cetin, quando vicino alla fortezza si trovavano un monastero francescano e diverse chiese. A quel tempo era un possedimento della famiglia Frankopan e giocò un importante ruolo nella storia della Croazia. Dopo la sconfitta nella Battaglia di Mohács (1526) la nobiltà croata riunì il Parlamento di Cetin (Cetinski Sabor) e il 1º gennaio 1527 elesse Ferdinando I d'Asburgo re di Croazia. In cambio del trono, l'arciduca Ferdinando presenziò al Parlamento di Cetin ove promise di rispettare i diritti storici della regione, le libertà e le leggi, nonché di difendere la Croazia dall'invasione ottomana.
La carta firmata dai nobili e delegati croati è conservata nell'Archivio di Stato Austriaco di Vienna.
Nei secoli successivi Cetin faceva parte della Frontiera militare, la linea di confine tra la Monarchia asburgica e l'Impero ottomano. Durante questo periodo l'esercito ottomano la conquistò in varie occasioni. La fortezza fu più volte danneggiata e riparata. Nel 1790 le truppe austriache al comando del generale Walisch riportarono Cetin sotto la corona degli Asburgo.
Nel 1809 le forze ottomana occuparono di nuovo Cetin ma nel 1810 si ritirarono sotto la pressione del governatore generale delle Province illiriche Auguste Marmont. Quando la minaccia ottomana si dissolse la fortezza venne abbandonata e usata come cava. Il controllo amministrativo fu trasferito nel villaggio di Cetingrad che si sviluppò a nord verso Cetin.
Nel XIX e XX secolo l'area fu scarsamente popolata e senza una vera opportunità di sviluppo economico. Durante la seconda guerra mondiale patì nuovamente grandi sofferenze e distruzioni e successivamente venne trascurata dallo Stato jugoslavo.  A causa della povertà la popolazione fu obbligata a migrare, prima oltreoceano e poi verso Paesi Europei.
Durante le guerre jugoslave, Cetingrad e le zone circostanti furono occupate militarmente ed entrarono a far parte della Repubblica Serba di Krajina fino al 1995. Gran parte degli abitanti di Cetingrad trascorse vari anni in esilio. Ribelli serbi bruciarono e distrussero la chiesa dell'Assunzione di Maria (crkva Marijina Uznesenja), la più grande chiesa cattolica del decanato di Slunj, eretta nel 1891. La chiesa fu in seguito ricostruita.
Il 28 maggio 1995, Cetingrad fu il luogo in cui perse la vita il ministro degli affari esteri della Bosnia ed Erzegovina Irfan Ljubijankić con altre sei persone a causa di un missile lanciato dai Serbi che abbatté l'elicottero su cui viaggiava. Nell'agosto del 1995, durante l'operazione Tempesta, l'esercito croato prese Cetingrad. Dopo il 1995, la città venne ricostruita e molte persone poterono ritornare alle loro case.